# I Finally Found Someone
I Finally Found Someone è un duetto fra il cantante canadese Bryan Adams e la cantante statunitense Barbra Streisand pubblicato nel 1997.
La canzone fa parte della colonna sonora del film L'amore ha due facce, diretto ed interpretato dalla Streisand, ed è stata nominata all'oscar come miglior canzone originale. Il singolo ha raggiunto l'ottava posizione della Billboard Hot 100.
I Finally Found Someone è stata inclusa nella nuova edizione dell'album di Adams 18 til I Die, che per l'occasione è stato ristampato con la copertina color porpora, anziché arancione.
Durante la cerimonia per l'assegnazione dei premi oscar nel 1997, il brano è stato interpretato da Céline Dion. La performance piacque così tanto alla Streisand da richiederle una collaborazione che si realizzerà in Tell Him.
Nel 2001 è stata registrata una cover del brano dai due artisti country Lorrie Morgan e Sammy Kershaw.

## Tracce
CD-Single
1. I Finally Found Someone - 3:42
2. Star - Bryan Adams - 3:42

CD-Maxi
1. I Finally Found Someone - 3:42
2. Star - Bryan Adams - 3:42
3. I Think About You - Bryan Adams - 3:36
4. Do To You - Bryan Adams - 4:11

## Formazione
- Bryan Adams, Barbra Streisand - voce, lirica e testo
- Keith Scott, Michael Thompson - chitarra elettrica
- Dean Parks - chitarra acustica
- John Robinson - batteria
- Jack Hayes - direttore d'orchestra
- Marvin Hamlisch, Robert John "Mutt" Lange - lirica e testo
- David Foster - produzione, arrangiamento, pianoforte
- Claude Gaudette - programmazione musicale

## Classifiche

### Classifiche settimanali
| Classifica (1996-1997)           | Posizione più alta |
| -------------------------------- | ------------------ |
| Australia                        | 2                  |
| Austria                          | 23                 |
| Belgio (Fiandre)                 | 6                  |
| Belgio (Vallonia)                | 14                 |
| Canada                           | 18                 |
| Canada (adult contemporary)      | 2                  |
| Europa                           | 17                 |
| Francia                          | 40                 |
| Germania                         | 53                 |
| Irlanda                          | 1                  |
| Islanda                          | 34                 |
| Italia                           | 13                 |
| Nuova Zelanda                    | 6                  |
| Paesi Bassi                      | 16                 |
| Regno Unito                      | 10                 |
| Regno Unito (physical)           | 10                 |
| Scozia                           | 24                 |
| Stati Uniti                      | 8                  |
| Stati Uniti (adult contemporary) | 2                  |
| Stati Uniti (adult pop)          | 19                 |
| Stati Uniti (pop)                | 25                 |
| Svezia                           | 9                  |
| Svizzera                         | 17                 |

### Classifica di fine anno
| Classifica fine anno (1997)      | Posizione più alta |
| -------------------------------- | ------------------ |
| Australia                        | 21                 |
| Belgio (Fiandre)                 | 42                 |
| Belgio (Vallonia)                | 83                 |
| Canada (adult contemporary)      | 16                 |
| Europa                           | 96                 |
| Regno Unito                      | 144                |
| Stati Uniti                      | 53                 |
| Stati Uniti (adult contemporary) | 7                  |
| Svezia                           | 84                 |